# Piaggio Vespa 150 TAP
La Piaggio Vespa 150 TAP  "Truppe Aero Paracadutate", anche conosciuta come ACMA Vespa 150 TAP, è stato uno scooter militare controcarro, commissionato alla Piaggio dal ministero della difesa francese e costruito dal 1956 al 1959.

## Storia
La "Vespa TAP" è stata ideata nei primi anni cinquanta per essere impiegata in Vietnam, quando nel corso della guerra d'Indocina le truppe del CEFEO (Corps expéditionnaire français en Extrême-Orient) si trovavano in grave difficoltà a causa delle artiglierie e dei T-34 sovietici, forniti in gran copia dalla Cina alle truppe Viet Minh del generale Giap e posizionati in boschi quasi inaccessibili, difficilmente individuabili dall'aviazione.
In quelle circostanze per l'esercito francese era vitale disporre di un veicolo particolarmente agile in grado di trasportare artiglieria controcarro, che potesse essere paracadutato alle spalle delle linee nemiche dai "C-119 Boxcar", forniti dagli Stati Uniti. La rapida e imprevedibile evoluzione del conflitto, culminata con la caduta di Dien Bien Phu, rese inutile il progetto "TAP" che, tuttavia, fu portato a termine per il successivo impiego nella guerra d'Algeria.

## La tecnica

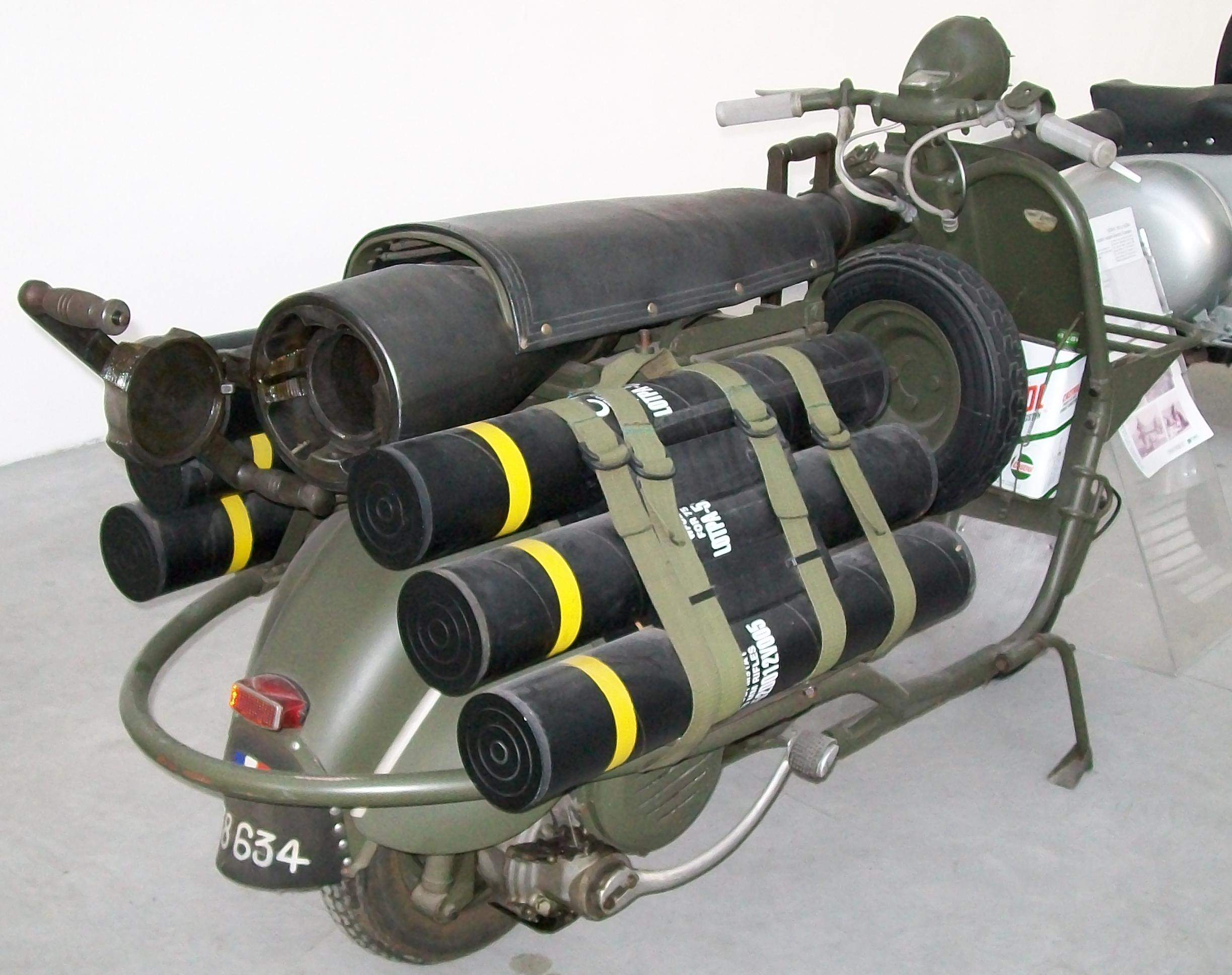
Vista posteriore della Vespa 150 TAP

Realizzata sulla base del modello "Vespa 150" con lo stesso motore, introdotto nel 1955, la "Vespa TAP" (acronimo dell'italiano "Truppe Aero Paracadutate" e del francese "Troupes Aéroportées") fu presentata al 33º Salone di Milano nel dicembre 1955. Entrò in produzione nel gennaio 1956, negli stabilimenti della controllata francese ACMA (Ateliers de Construction de Motocycles et Automobiles) che già produceva su licenza la "Vespa" per il mercato transalpino.
Il cofano motore è ridotto rispetto alla versione civile e così anche il parafango anteriore. Lo scooter è dotato di vari irrobustimenti strutturali, come il paraurti perimetrale, le protezioni in acciaio per il carter motore e la marmitta o la parte inferiore della slitta rinforzata da due strisce di acciaio rivestite con gomma, allo scopo di renderlo adatto al gravoso uso militare e per proteggere il veicolo dall'impatto dell'atterraggio, dopo essere stato paracadutato.
Il veicolo è modificato per trasportare un cannone M20 senza rinculo da 75 mm di fabbricazione statunitense ed il relativo munizionamento, in grado di perforare corazze fino a 100 mm di spessore.
La canna, posizionata sotto la sella e leggermente obliqua rispetto all'asse longitudinale dello scooter, fuoriesce per oltre 1 m dallo scudo che ne garantisce l'appoggio anteriore.
La "TAP" può portare due persone e, all'occorrenza, trainare un piccolo carrello monoruota. Il portapacchi posteriore, formato da un robusto tubo semi-perimetrale e da un supporto verticale, è in grado di ospitare sei proiettili. Il supporto è facilmente smontabile e costituisce il cavalletto per il puntamento del cannone. Sul portapacchi anteriore trovano posto due taniche di miscela olio-benzina.
Contrariamente alla diffusa leggenda popolare, non è possibile fare fuoco senza togliere il cannone dallo scooter e men che meno con il veicolo in movimento, per ovvie ragioni di armamento e puntamento.

## Versioni
Furono costruiti 500 esemplari della "TAP" nelle versioni "TAP 56" e "TAP 59", principalmente differenziate dagli aggiornamenti della produzione di serie, nelle colorazioni mimetiche verde o sabbia.
- TAP 56 con motore di 100 cc di cilindrata
- TAP 59 con motore di 150 cc di cilindrata

Tutte le Vespa TAP 56 e 59 , erano di 150 cc di cilindrata.
Solamente le Vespa TAP preserie o prototipi del (1955) montavano il motore della 125 civile maggiorato a circa 150 cc di cilindrata.